# Masjid Negara

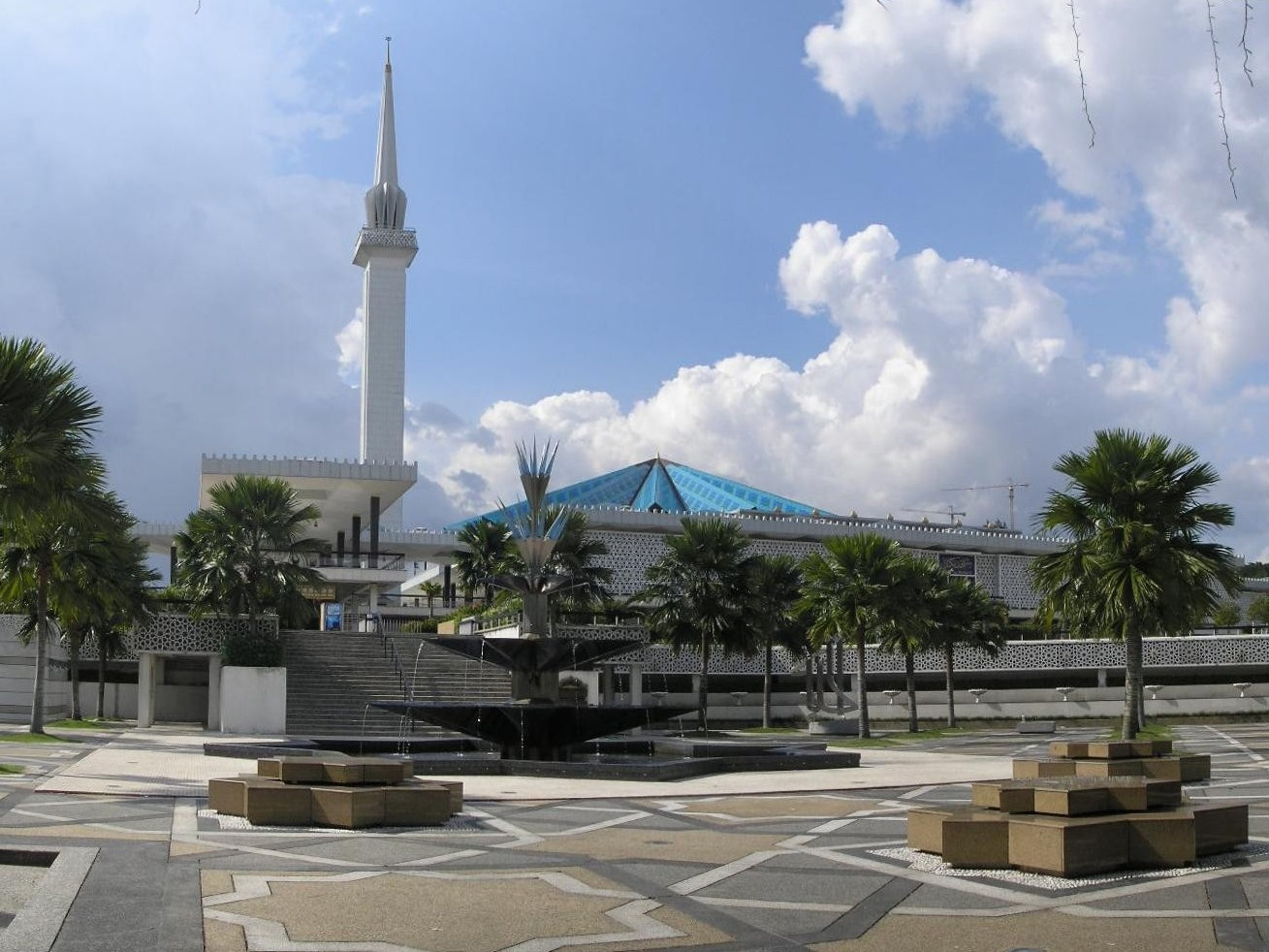
Masjid Negara, Nationalmoschee Malaysias

Die Masjid Negara (malay. Moschee des Staates) ist die Nationalmoschee von Malaysia. Sie fasst 15.000 Gläubige und befindet sich inmitten von 13 ha Gartenanlagen in Kuala Lumpur. Das Gebäude wurde von einem Drei-Personen-Team des Malaysian Public Works Department entworfen, dem britischen Architekten Howard Ashley sowie den Malayen Hisham Albakri und Baharuddin Kassim. Das Gebäude wurde 1965 – als Symbol des gerade unabhängigen Staates Malaysia – in Stahlbeton erbaut.
Die Hauptmerkmale sind das 73 Meter hohe Minarett und das 18-eckige sternförmige Stahlbetondach. Der Regenschirm, als Synonym für die Tropen, ist das deutlich sichtbare Gestaltungsmerkmal: Das Hauptdach ist eine Anspielung auf einen geöffneten Regenschirm, das Minarett deutet einen geschlossenen Regenschirm an. Die gefalteten Dachsegmente sind eine kreative Lösung, um die erforderliche große Spannweite für die Haupthalle zu erreichen. Reflektierende Wasserflächen und Fontänen umgeben das Ensemble.